# Holocentropus uncatus
Holocentropus uncatus là một loài Trichoptera hóa thạch trong họ Polycentropodidae.